# Wang Lei (esgrimista)
Wang Lei (em chinês: 王磊; pinyin: Wáng Lěi; Xangai, 20 de março de 1981) é um ex-esgrimista chinês, campeão mundial e medalhista de prata nos Jogos Olímpicos de 2004.

## Biografia
Wang Lei nasceu na cidade de Xangai, no dia 20 de março de 1981. Surpreendeu em sua estreia olímpica, que ocorreu em Atenas, onde venceu nomes como Gábor Boczkó e Pavel Kolobkov, tendo sido derrotado na decisão pelo suíço Marcel Fischer.
Dois anos depois, na cidade italiana de Turim, consagrou-se campeão mundial no evento individual após vencer o português Joaquim Videira. No mesmo ano, conquistou o ouro nos Jogos Asiáticos. Nos Jogos Olímpicos de 2008, terminou o evento individual na vigésima quarta posição e o evento por equipes na quarta.
Lei se aposentou em 2012 e, no ano seguinte, fundou em Xangai o Wang Lei International Fencing Club (WLFC). Mais tarde, mudou-se para Nova Jérsia, onde abriu uma sede de seu clube.

## Palmarès
Jogos Olímpicos
| Ano  | Local  | Evento            | Posição | Ref.  |
| ---- | ------ | ----------------- | ------- | ----- |
| 2004 | Atenas | Espada individual | 2.ª     | [ 1 ] |

Campeonatos Mundiais
| Ano  | Local | Evento            | Posição | Ref.  |
| ---- | ----- | ----------------- | ------- | ----- |
| 2006 | Turim | Espada individual | 1.ª     | [ 2 ] |

Jogos Asiáticos
| Ano  | Local | Evento            | Posição | Ref.  |
| ---- | ----- | ----------------- | ------- | ----- |
| 2006 | Doa   | Espada individual | 1.ª     | [ 4 ] |

Campeonatos Asiáticos
| Ano  | Local       | Evento             | Posição | Ref.  |
| ---- | ----------- | ------------------ | ------- | ----- |
| 2011 | Seul        | Espada por equipes | 2.ª     | [ 6 ] |
| 2007 | Nantong     | Espada individual  | 3.ª     | [ 7 ] |
| 2008 | Banguecoque | Espada por equipes | 3.ª     | [ 8 ] |